# ABEMA バズ!パ・リーグ
ABEMA バズ!パ・リーグ（アベマ バズ!パ・リーグ）は、2020年6月19日からインターネットテレビ局ABEMA・ABEMA NEWSチャンネルにて配信されているプロ野球・ニュース、情報番組。

## 概要
プロ野球開幕が遅れた2020年シーズン、試合の面白さ、そしてそれ以外の話題をより伝えるため、プロ野球パシフィック・リーグに特化した映像を届ける新感覚野球ニュース番組。初回はプロ野球公式戦開幕と同じ6月19日・金曜17時から30分間、ABEMA NEWSチャンネルにて配信。翌週からは毎週金曜23時から約20分配信。同枠は24時までABEMA NEWS（夜）の配信枠となっており、終了時間は場合により前後する。試合映像はリーグ公式動画配信サイト「パーソル パ・リーグTV」のものを原則使用。
シーズン終了となる2020年11月27日週以降は休止とするが、12月30日（水）に『ABEMA バズ!パ・リーグ 2020年末SP』として19:00 ‐ 20:00まで1時間番組を配信。
2021年シーズンは3月26日より番組を開始。
2022年シーズンは3月25日より配信開始。
2023年シーズンは3月31日より配信開始。

## 主なコーナー
週刊パリーグTVランキング
「パーソル パ・リーグTV」などで多く再生された動画を特集。
球団SNSチェック
話題となっているパ・リーグ6球団のSNS情報を紹介。

## 出演者

### MC
- 辻歩（ABEMA NEWSキャスター）

### ゲスト解説
- 里崎智也（野球解説者）[3]
- 加藤優（女子野球選手）[4]
- 稲村亜美（タレント）[5]
- トータルテンボス藤田（お笑い芸人）
- G.G.佐藤（元プロ野球選手）[6]
- 斉藤和巳（野球解説者）[7]
- 五十嵐亮太（野球解説者）[8]

## スタッフ
- 制作：AbemaNEWS、テレビ朝日
- 映像協力：Pacific League Marketing